# Uzur Dzhuzupbekov
Uzur Dzhuzupbekov (Bishkek, 12 de abril de 1996) é um lutador de estilo greco-romana quirguiz.

## Carreira
No Campeonato Asiático de Luta Livre de 2016, realizado em Bangkok, Tailândia, Dzhuzupbekov ganhou uma das medalhas de bronze no evento masculino de 98 kg.
Em 2017, Dzhuzupbekov ganhou a medalha de prata no evento masculino de 98 kg nos Jogos da Solidariedade Islâmica em Baku, Azerbaijão. Poucos meses depois, nos Jogos Asiáticos de Artes Marciais e Indoor de 2017, realizados em Ashgabat, Turcomenistão, ele também ganhou a medalha de prata no evento de 98 kg. No mesmo ano, Dzhuzupbekov competiu no evento de 98 kg no Campeonato Mundial de Luta Livre de 2017 em Paris, França. Ele perdeu sua primeira luta contra Musa Evloev da Rússia e na repescagem perdeu sua luta contra Balázs Kiss da Hungria.
No Campeonato Asiático de Luta Livre de 2018, realizado em Bishkek, Quirguistão, Dzhuzupbekov ganhou uma das medalhas de bronze no evento masculino de 97 kg. No mesmo ano, ele ganhou uma das medalhas de bronze no evento masculino de 97 kg nos Jogos Asiáticos de 2018, realizados em Jacarta, Indonésia. Em sua luta pela medalha de bronze, ele derrotou Jahongir Turdiev do Uzbequistão.
Em 2019, Dzhuzupbekov competiu no evento de 97 kg no Campeonato Mundial de Luta Livre realizado em Nur-Sultan, Cazaquistão. Ele não avançou muito, pois foi eliminado da competição em sua primeira luta, contra Cenk İldem da Turquia. Em 2020, Dzhuzupbekov competiu no evento masculino de 97 kg na Copa do Mundo de Luta Livre Individual realizada em Belgrado, Sérvia.
Dzhuzupbekov competiu na categoria de 97 kg nas Olimpíadas de Verão de 2020, realizadas em Tóquio, Japão. Ele perdeu sua primeira partida contra Artur Aleksanyan da Armênia e foi eliminado na repescagem por Arvi Savolainen da Finlândia.
Em 2022, Dzhuzupbekov ganhou uma das medalhas de bronze na prova de 97 kg no Torneio Dan Kolov & Nikola Petrov realizado em Veliko Tarnovo, Bulgária. Ele ganhou a medalha de prata em sua prova nos Jogos da Solidariedade Islâmica de 2021 realizados em Konya, Turquia.
Dzhuzupbekov ganhou a medalha de prata em seu evento no Campeonato Asiático de Luta Livre de 2023, realizado em Astana, Cazaquistão. Ele competiu no Torneio de Qualificação Olímpica de Luta Livre Asiática de 2024 em Bishkek, Quirguistão, na esperança de se classificar para as Olimpíadas de Verão de 2024 em Paris, França. Dzhuzupbekov foi eliminado em sua segunda luta e não se classificou para as Olimpíadas. Algumas semanas depois, ele ganhou uma vaga de cota para o Quirguistão para as Olimpíadas no Torneio de Qualificação Olímpica de Luta Livre Mundial de 2024, realizado em Istambul, Turquia. Dzhuzupbekov ganhou uma das medalhas de bronze no evento de 97 kg nas Olimpíadas. Ele derrotou Mohamed Gabr do Egito em sua luta pela medalha de bronze.